# 오치이촌
오치이촌(落居村)은 야마나시현 니시야쓰시로군에 설치되었던 촌이다. 현재의 이치카와미사토정 남서부에 해당한다.